# 望遠鏡海蜷
望遠鏡海蜷（学名：Telescopium telescopium）为海蜷螺科望遠鏡海蜷螺屬下的一个种。